# Witalij Mielnik
Witalij Nikołajewicz Mielnik (ros. Виталий Николаевич Мельник; ur. 25 stycznia 1966 w Moskwie) – rosyjski saneczkarz reprezentujący ZSRR, brązowy medalista mistrzostw świata.

## Kariera
Pierwszy sukces w karierze osiągnął w 1985 roku, kiedy wspólnie z Dmitrijem Aleksiejewem zdobył brązowy medal na mistrzostwach świata w Oberhofie. Był to jego jedyny medal wywalczony na międzynarodowej imprezie tej rangi. W tym samym składzie reprezentanci ZSRR zajęli też trzecie miejsce w klasyfikacji generalnej Pucharu Świata w dwójkach w sezonie 1987/1988. W 1988 roku wystartował na igrzyskach olimpijskich w Calgary, zajmując szóste miejsce w dwójkach. Był też między innymi czwarty w dwójkach podczas mistrzostw Europy w Hammarstrand w 1986 roku.